# Энсо (буддизм)

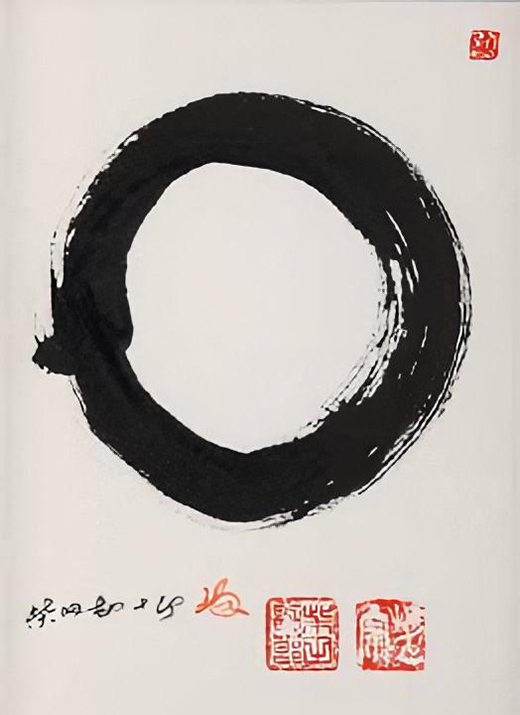
«Энсо». Каллиграфический свиток кисти Сибата Кандзюро XX.

Энсо (яп. 円相, энсо:, кит. 圆相 юаньсян (yuánxiāng), «образ круга», «совершенная отметка» ) — дзэнский каллиграфический символ в виде круга. Считается, что энсо выражает собой «истинную таковость», «изначальную природу будды», «облик реальности», «природу дхарм», совершенное просветление, первоначальное лицо, «космическое тело Будды». Символом, аналогичным энсо, считается полная луна.

## История
По текущим историческим сведениям считается, что впервые энсо использовал Нань-ян Хуэй-чжун, являвшийся учеником шестого патриарха дзэн Хуэйнэна. В дальнейшем круги энсо использовал чаньский дом Гуйян. Например, наставник Гуй-шан использовал энсо в диалоге с монахом Юэ-лунь следующим образом:

Учитель спросил только что прибывшего монаха, как его зовут. Монах сказал: «Юэ-лунь [Полная Луна]». Тогда наставник начертил рукой в воздухе круг. «Ты можешь сравниться с ним?» — спросил он. Монах ответил: «Учитель, если вы так меня спрашиваете, то очень многие с вами не согласятся». Тогда учитель сказал: «Таков уж мой путь. А каков твой?». Монах спросил: «Вы все еще видите Юэ-луня?». Учитель ответил: «Можешь считать, как тебе угодно, но здесь имеется очень много людей, которые с тобой не согласятся».
В текстах также рассказывается, что ученик Нань-яна, Ян-шань, получил от учителя метод девяноста семи кругов, с помощью которого и реализовал сатори. В дальнейшем Ян-шань активно использовал этот метод в обучении дзэн.
В дальнейшем периоде энсо широко применялся в дзэн, что вызвало и некоторую критику. В некоторых случаях критики подвергали сомнению возможность применения энсо в виде искусного средства, так как считали, что энсо «затмевает
подлинную природу реальности — абсолютную пустоту и бесформенность всех
вещей». Критика повлияла на то, что энсо не стал общепризнанным методом практики.

## Метод рисования
Учителя дзэн рисуют энсо как на бумаге, так и на земле или в воздухе. В качестве инструмента рисования учителя используют кисть, посох, метёлку-«мухобойку» хоссу или палец. Учителя рисуют энсо таким образом, чтобы «мощный удар кисти никогда не возвращался
точно в то место, откуда он начинался».

## Значение
Энсо является одним из самых популярных символов в японской каллиграфии — принято считать, что характер художника полностью проявляется в том, как он рисует энсо; только тот, кто обладает чистым и цельным духом, может создать настоящий энсо. Многие каллиграфы часами практикуются в изображении энсо, рисуя его каждый день, составляя, таким образом, свой «духовный дневник».
Данный символ имеет определённое сакральное значение для дзэн — многие мастера зачастую используют его в качестве подписи на своих картинах.

## Влияние на современный мир
Популярность этого символа привела к тому, что компания «Lucent Technologies» в своё время избрала изображение энсо своим торговым знаком. Слово энсо использовалось компанией «Humanized» в названии серии своих программных продуктов.